# Le Supplice d'une mère
Pour plus de détails, voir Fiche technique et Distribution.
Le Supplice d'une mère (ou Le Calvaire d'une femme) est un film muet français réalisé par Adrien Caillard et Henri Pouctal, et sorti en 1912.

## Fiche technique
- Titre : Le Supplice d'une mère
- Titre alternatif : Le Calvaire d'une femme
- Réalisation : Adrien Caillard, Henri Pouctal
- Scénario : Edmond Bureau-Guéroult
- Photographie :
- Montage :
- Société de production : Société cinématographique des auteurs et gens de lettres (S.C.A.G.L)
- Société de distribution :  Pathé Frères
- Pays de production :  France
- Langue : film muet avec les intertitres en français
- Format : Noir et blanc — 35 mm — 1,33:1 — Muet
- Genre : Film dramatique
- Métrage : 725 mètres
- Durée : 24 minutes
- Date de sortie :
  - France : 13 septembre 1912

## Distribution
- Claude Garry : Jean
- Louis Ravet : Claude
- Suzanne Munte : Hélène
- Maria Fromet : Jeanne
- Louise Lara : Lucille